# 노던 퓨어리 FC
노던 퓨어리 FC(Northern Fury FC)는 내셔널 프리미어리그 퀸즐랜드에 소속되어 있는 오스트레일리아의 프로 축구단으로 퀸즐랜드주의 타운즈빌을 연고지로 한다. 2008년도에 A리그에 참가하고 있었으나 2011년 재정적인 문제로 해체되었다.
2012년 재창단하여 지역 리그인 NPL 퀸즐랜드에 참가하고 있다.
A리그에서 활약 당시 구단명은 노스퀸즐랜드 퓨어리(North Queensland Fury)였다.